# لانچیا دیکاپا
لانچیا دیکاپا (Lancia Dikappa) خودرویی است که در سال‌های ۱۹۲۱ تا ۱۹۲۲تولید شده‌است.
طراحی آن خودروهای موتور جلو-محور عقب بوده است.
موتور آن ۴۹۴۲ سی‌سی سیستم جعبه‌دندهٔ آن ۴ دنده به صورت دستی است.